# Swiad Gamsachurdia

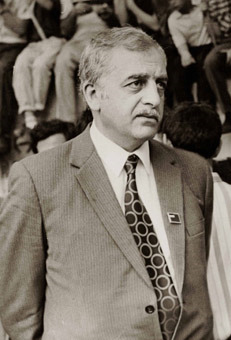
Swiad Gamsachurdia (1988)

Swiad Gamsachurdia (georgisch ზვიად გამსახურდია; * 31. März 1939 in Tiflis; † 31. Dezember 1993 in West-Georgien) war ein georgischer Schriftsteller, Dissident und Politiker. Von Mai 1991 bis Januar 1992 war er der erste Präsident Georgiens. Nach einem Militärputsch kam er unter ungeklärten Umständen in West-Georgien ums Leben.

## Leben

### Jugend und Studium
Gamsachurdia wurde als Sohn des georgischen Schriftstellers Konstantine Gamsachurdia geboren und gehörte nach der westgeorgischen Herkunftsregion der Familie zu den Mingreliern. In der Schulzeit wurde er 1956 wegen nationalistischer und antikommunistischer Aktivitäten verhaftet. Nach dem Abitur studierte er von 1957 bis 1962 englische Sprache und Literatur.
Durch sein frühes Interesse an der Anthroposophie Rudolf Steiners versuchte er später als Präsident die Entwicklung Georgiens nicht nur wirtschaftlich, sondern gleichzeitig unter neuen anthroposophischen und esoterischen Gesichtspunkten zu gestalten.

### Dissident
1973 war er Mitbegründer der Initiativgruppe für die Verteidigung der Menschenrechte in Georgien, 1976 Mitbegründer und Vorsitzender der georgischen Helsinki-Gruppe. Er schrieb für oppositionelle Samisdat-Zeitschriften wie die von Sergei Kowaljow herausgegebene Chronika tekuschtschich Sobytij (deutsch Chronik der laufenden Ereignisse) und Okros Satsmisi (dt. Goldenes Vlies).
1977 fiel Gamsachurdia einer Verhaftungswelle gegen die sowjetischen Mitglieder der Helsinki-Bewegung zum Opfer. Er wurde wegen antisowjetischer Aktivitäten zu drei Jahren Arbeitslager im GULAG und drei Jahren Verbannung verurteilt, kam jedoch mit einer zweijährigen Verbannung in ein Gebirgsdorf im nördlichen Kaukasus davon, nachdem er im sowjetischen Fernsehen Selbstkritik geübt und eine Zeugenaussage gegen zwei westliche Journalisten unterschrieben hatte. Diese hatten behauptet, die Selbstkritik sei eine Fälschung des KGB gewesen. 1978 schlug ihn der US-Kongress für den Friedensnobelpreis vor.
Gamsachurdia stellte seine politische Tätigkeit bis zum Beginn der Perestroika in der Sowjetunion ein und beschäftigte sich mit der Philosophie Rudolf Steiners. Gemeinsam mit Merab Kostawa stellte er sich Ende der 1980er Jahre an die Spitze der Protestbewegung.

### Oppositioneller
1989 gründete er die Partei Runder Tisch/Freies Georgien (georgisch მრგვალი მაგიდა/mrgwali magida/თავისუფალი საქართველო/tavisupali sakartvelo). Gamsachurdia versuchte einen möglichst schnellen Austritt aus der Sowjetunion und eine vollständige Unabhängigkeit Georgiens zu erreichen. Er fand damit großen Zuspruch bei der Bevölkerung.
Gamsachurdia wandte sich gegen die Spaltung des Landes nach ethnischen Zugehörigkeiten. Nachdem sich Südossetien im November 1989 von Georgien unabhängig erklärt hatte, organisierte er einen Marsch in die südossetische Hauptstadt Zchinwali, an dem rund 10.000 seiner Anhänger teilnahmen. Der russische Historiker Sergei Markedonow warf ihm vor, die Osseten in einer Rede als „ungebildet“ und „wild“ bezeichnet und aufgefordert zu haben, entweder Georgier zu werden oder nach Russland zu gehen.
Ähnlich soll er sich gegenüber anderen Minderheiten, wie etwa Abchasen, Armeniern, Russen, Aserbaidschanern oder Awaren geäußert haben. Nach interethnischen Spannungen zwischen Awaren und Georgiern kam es im Juni 1990 zur Belagerung eines awarischen Dorfs im Rajon Lagodechi durch Gamsachurdia-Anhänger, die in der Flucht der awarischen Dorfbewohner nach Russland endete. Gamsachurdia hatte zuvor auf einer Demonstration öffentlich mit der Vertreibung der Awaren von „georgischem Boden“ sympathisiert. Nach Ansicht des Historikers George Khutsishvili trug Gamsachurdias minderheitenfeindliche Rhetorik entscheidend dazu bei, dass die interethnischen Konflikte Georgiens in brutale Gewalt und offenen Bürgerkrieg ausarteten.
Gamsachurdias Partei erhielt bei den Wahlen 1990 87 % der Wählerstimmen und bildete die Mehrheit im Obersten Sowjet der Georgischen SSR. Während der ersten Parlamentssitzung wurde Gamsachurdia einstimmig zum Vorsitzenden gewählt und war damit Staatsoberhaupt Georgiens. Zu den ersten Amtshandlungen seiner neuen Regierung gehörten die Abschaffung der Autonomierechte Südossetiens und die Ausrufung der staatlichen Unabhängigkeit Georgiens.

### Präsident
1991 wählte ihn der Oberste Sowjet zum Präsidenten Georgiens, was durch nationale Wahlen am 26. Mai 1991 bestätigt wurde. Seine Politik wurde innenpolitisch zunehmend sprunghaft und autoritär, außenpolitisch ging er auf Konfrontationskurs mit Russland. Er ließ sich mit diktatorischen Vollmachten ausstatten und Oppositionsführer verhaften. Gegen nationale Minderheiten wie Abchasen und Osseten ging Gamsachurdia hart vor und stellte deren Recht, in Georgien zu leben, in Frage. Nationalisten und Reformisten vereinten ihre Kräfte in einer Anti-Gamsachurdia-Koalition.
Am 22. Dezember 1991 begann ein Putsch von Teilen der Nationalgarde und paramilitärischer Gruppen unter Tengis Kitowani und Dschaba Iosseliani gegen Gamsachurdia. Am 6. Januar 1992 siegten die Putschisten nach harten Kämpfen mit der Präsidialgarde in der Innenstadt von Tiflis. Dabei kamen nach offiziellen Schätzungen zwischen 100 und 1.000 Menschen ums Leben, nach inoffiziellen waren es etwa 2.000. Gamsachurdia floh mit rund 200 bewaffneten Anhängern und seiner Familie zunächst nach Armenien, dann nach Sochumi und schließlich nach Grosny in Tschetschenien.

### Bürgerkriegskämpfer
Am 24. September 1993 kehrte er nach Georgien zurück und etablierte eine Exil-Regierung in Sugdidi. Seine bewaffneten Anhänger konnten im Oktober große Teile Westgeorgiens, darunter die Hafenstadt Poti und den Eisenbahnknoten Samtredia, unter ihre Kontrolle bringen. Mit Hilfe russischer Truppen und Waffen sowie der paramilitärischen Einheit Sakartwelos Mchedrioni gelang es der Regierung unter Eduard Schewardnadse, den Aufstand im November niederzuschlagen.
Am 31. Dezember 1993 starb Gamsachurdia. Bis heute ist ungeklärt, an welchem Ort er starb und ob der Tod durch eigene oder fremde Hand herbeigeführt wurde. Vermutlich starb er im Haus eines Anhängers im Dorf Chibula in der westgeorgischen Region Mingrelien und wurde später in der Ortschaft Dschichaschkari beerdigt. Die georgische Regierung gab seinen Tod erst am 5. Januar 1994 bekannt.
Am 15. Februar wurde er exhumiert und auf Wunsch seiner Familie in das tschetschenische Grosny überführt, wo er am 24. Februar 1994 erneut beigesetzt wurde. Der tschetschenische Präsident Ramsan Achmatowitsch Kadyrow ließ den Leichnam Gamsachurdias am 3. März 2007 zu einer gerichtsmedizinischen Untersuchung nach Rostow am Don bringen. Nach einer Identifizierung durch russische Mediziner wurde er nach Georgien überführt und am 1. April auf dem Tifliser Pantheon am Berg Mtazminda beigesetzt.

### Todesursache
Die Regierung von Gamsachurdias Nachfolger Eduard Schewardnadse verbreitete die Version eines politischen Mordes durch seine eigenen Anhänger. Gamsachurdias Witwe sprach gegenüber der russischen Nachrichtenagentur Interfax zunächst von einem Suizid. Ihr Ehemann habe ihn verübt, nachdem sein Zufluchtsort von Paramilitärs der Sakartwelos Mchedrioni eingekesselt worden sei. Im März 2007 sprach sie dagegen von einem Auftragsmord.
Staatspräsident Micheil Saakaschwili setzte am 26. Februar 2004 eine Untersuchungskommission ein, die die Ereignisse um den Sturz und Tod Gamsachurdias durchleuchten sollte. Ihr gehörten der Vorsitzende des Nationalen Sicherheitsrates, der Generalstaatsanwalt und der Sicherheitsminister Georgiens an. Drei Jahre später hatte die Kommission noch keine Ergebnisse vorgelegt.

### Privates
Gamsachurdia sprach mehrere Sprachen, unter anderem Russisch, Deutsch, Englisch und Französisch. Er hielt sich 1969 auf Einladung von Gertrud Pätsch zweimal in der DDR auf.
Gamsachurdia war zweimal verheiratet. Aus der ersten Ehe stammt sein Sohn Konstantine (* 24. Juni 1961), der von 1992 bis 2006 mit politischem Asyl in der Schweiz lebte. Nach seiner Rückkehr nach Georgien wurde er Vorsitzender der Partei Freiheitsbewegung. Aus Swiads zweiter Ehe mit Manana Artschwadse stammen die Söhne Zotne und Giorgi.

## Politische Nachwirkungen
Noch nach dem Tod bewegte sein Name die georgische Politik. Vor der georgischen Rosenrevolution im November 2003 reiste der damalige Oppositionsführer Micheil Saakaschwili nach West-Georgien, warb in den Regionen Mingrelien und Imeretien unter Anhängern Gamsachurdias. Er erinnerte an das Zitat des ersten Präsidenten „Wir werden Rosen statt Kugeln auf unsere Feinde werfen“ und überzeugte rund 30.000 Menschen, an Demonstrationen in Tiflis teilzunehmen.
Gamsachurdias Sohn  Konstantine übernahm nach dem Sturz Schewardnadses den Vorsitz der georgischen Partei Freiheitsbewegung (georgisch Tawisupleba), pendelt zwischen seinem Wohnsitz in Basel und seiner Partei in Tiflis.

## Auszeichnungen
Georgiens Regierung, Parlament und die Georgische Orthodoxe Apostelkirche ehrten Gamsachurdia anlässlich seiner Beisetzung auf dem Tifliser Pantheon am 30. März 2007 mit einem Gottesdienst unter Leitung des Katholikos-Patriarchen Ilia II. in der Swetizchoweli-Kathedrale in Mzcheta, an der der georgische Präsident, der Premierminister und die Parlamentspräsidentin teilnahmen. Im Mai 2002 hatte ihn die westgeorgische Stadt Sugdidi mit einem Bronzedenkmal geehrt.

## Schriften
- Amerikuli poeziis antologia. Ganatleba, Tbilisi 1971
- XX saukunis amerikuli poezia. Ganatleba, Tbilisi 1972
- Literaturuli cerilebi. Merani, Tbilisi 1976
- Vepxistqaosani inglisur enaze. Mecniereba, Tbilisi 1984
- Igavebi da zgaprebi. Nakaduli, Tbilisi 1987
- Mtvaris nischnoba (leksebi). Merani, Tbilisi 1989
- The spiritual mission of Georgia. Ganatleba, Tbilisi 1991, ISBN 5-505-01424-0
- Vepxistqaosnis saxismetqveleba. Mecniereba, Tbilisi 1991, ISBN 5-520-01153-2
- Cerilebi. esseebi. Xelovneba, Tbilisi 1991
- Überblick über die Beziehungen zwischen Rußland und Georgien vor und nach 1917. in: J. Gerber: Nationaler Dissens in Georgien 1956 bis 1991. Freiburg i. Br., Diss. 1995, S. 313–316 (= Dok. 4)
- Chelovechestvo pered dilemmoi. Aktrisa Margarita, Moskva, 1994

## Film
Die Flucht Gamsachurdias im Jahr 1993 bildet den Hintergrund für den 2017 veröffentlichten Film Vor dem Frühling (Khibula) von Regisseur Giorgi Owaschwili. Der georgische Präsident flieht zusammen mit verbliebenen Anhängern in die Berge, wo er unter ungeklärten Umständen stirbt.